# Улькер, Мурат
Мурат Улькер (тур. Murat Ülker; род. 21 марта 1959 года) ― турецкий бизнесмен крымскотатарского происхождения, кондитер, и председатель правления холдинга Yıldız ― крупнейшей продуктовой компании в центральной и восточной Европе, ближнем Востоке и Африке. В состав Yıldız входят такие компании, как Godiva Chocolatier, Pladis и Sok. В 2018 году Улькер был назван самым богатым бизнесменом в Турции, его личный капитал составил 4,8 млрд. долларов.

## Биография

### Ранние годы и образование
Мурат Улькер родился в семье «шоколадного короля» Сабри Улькера и его жены Гюзиде Иман 21 марта 1959 года в Стамбуле, Турция. Он учился в средней школе Эркека Лизеси в Стамбуле и окончил Босфорский университет по специальности бизнес-администрирование. В 1982 году он учился за границей в Американском пекарном институте (American Institute of Baking, AIB) и в Центральном техникуме немецкой кондитерской промышленности (Zentralfachschule der Deutschen Süßwarenwirtschaft, ZDS). Проходил стажировку в компании Continental Baking Company в Соединённых Штатах. Улькер также занимался различными проектами Международного корпуса добровольных экспертов (International Executive Service Corps).

### Работа в Yıldız
В 1984 году Улькер присоединился к пищевой компании Ülker, входящей в холдинга Yıldız, в качестве координатора по контролю. В последующие годы он занимал должность помощника генерального директора по предприятиям, а затем и самого генерального директора. В 2000 году Улькер стал исполнительного директором Yıldız Holding, а в 2008 году занял пост генерального директора. Под его председательством Yildiz расширил свой бизнес и сделал несколько приобретений, включая GODIVA Chocolatier в 2008 году и United Biscuits в 2014 году. В 2016 году Yildiz создал новое глобальное предприятие, pladis, объединив три своих бренда: Ülker, United Biscuits и DeMet's Candy Company.

### Благотворительная деятельность
В 2009 году семья Улькера учредила Фонд Сабри Улькера, направленный на развитие здоровья населения в области потребления пищевых продуктов.
В 2014 году семья Улькера пожертвовала 24 млн. долларов в пользу Гарвардского университета. Финансирование, распределённое в течение 10 лет, было предоставлено для создания Центра Сабри Улкера по исследованиям питательных веществ, генетических и метаболических процессов при Школе общественного здравоохранения имени Т. Х. Чана. Центр занимается хроническими и комплексными заболеваниями, чтобы помочь людям с диабетом и сердечно-сосудистые заболеваниям.
Улькер принимал участие в создании баскетбольного клуба Улкер в 1993 году. Клуб выиграл Кубок президента шесть раз и Кубок Турции ― три раза. Улкер также вышел в четвертьфинал Кубка евролиги и Кубка Корача . Улькер приобрёл права на наименование стадиона Фенербахче Шюкрю Сараджоглу в течение десяти лет. Он также спонсировал спортивную арену Ülker.  Бизнесмен ранее поддерживал и другие футбольные клубы, но позже прекратил своё спонсорство.
В 2014 году на средства Улькера была восстановлена Соборная мечеть Корбек джами в селе, откуда родом его отец и дед, последний имам этой мечети, Девлет-хаджи Ислам..
Мурат Улькер является коллекционером произведений искусства. В 2012 году при его поддержка в Стамбуле была проведена выставка произведений современных турецких художников.

### Личная жизнь
Мурат Улькер женат, имеет троих детей и живёт в Стамбуле.